# Titularerzbistum Sergiopolis
Sergiopolis (ital.: Sergiopoli) ist ein Titularerzbistum bzw. bis 1925 Titularbistum der römisch-katholischen Kirche.
Es geht zurück auf ein früheres Bistum der gleichnamigen antiken Stadt in der römischen Provinz Syria Coele bzw. in der Spätantike Syria Euphratensis in Syrien, am westlichen Ufer des Euphrats. 
| Titularbischöfe von Sergiopolis |                                               | |                    |                   |
| Nr.                             | Name                                          | Amt | von                | bis               |
| 1                               | Ján Gustíni-Zubrohlavský                      | Koadjutorbischof von Nitra (Slowakei)                                                                     | 20. November 1762  | 29. November 1763 |
| 2                               | Eugenio Giovanni Battista Giuseppe Cerina OFM | | 26. September 1803 | 30. Mai 1827      |
| 3                               | Adrien-Hyppolyte Languillat SJ                | Apostolischer Vikar von Südost-Hebei Apostolischer Vikar von Jiangnan (China)                             | 30. Mai 1856       | 30. November 1878 |
| 4                               | Gaetano Blandini                              | | 13. Mai 1881       | 1885              |
| 5                               | John Rooney                                   | Apostolischer Koadjutorvikar Apostolischer Vikar von Kap der Guten Hoffnung, Western District (Südafrika) | 29. Januar 1886    | 24. Februar 1926  |
| 6                               | Hector-Raphaël Quilliet                       | emeritierter Bischof von Lille (Frankreich)                                                               | 23. März 1928      | 26. November 1928 |
| 7                               | François-Marie Kersuzan                       | emeritierter Bischof von Cap-Haïtien (Haiti)                                                              | 4. Februar 1929    | 23. Juli 1935     |
| 8                               | Adolfo Alejandro Nouel y Boba-Dilla           | emeritierter Erzbischof von Santo Domingo (Dominikanische Republik)                                       | 11. Oktober 1935   | 26. Juni 1937     |
| 9                               | Basilio Khouri (Basilio Khoury)               | emeritierter Erzbischof von Homs-Hama-Jabrud (Syrien)                                                     | 25. Oktober 1938   | 1941              |
| 10                              | Natale Gabriele Moriondo OP                   | emeritierter Bischof von Caserta (Italien)                                                                | 5. Januar 1945     | 3. Januar 1946    |
| 11                              | Antonio Taffi                                 | Apostolischer Nuntius                                                                                     | 14. Mai 1947       | 16. Mai 1970      |